# Menemerus foordi
Espèce
Menemerus foordi est une espèce d'araignées aranéomorphes de la famille des Salticidae.

## Distribution
Cette espèce est endémique du Cap-du-Nord en Afrique du Sud,. Elle se rencontre vers Kokerboomkloof et Akkedis Pass.

## Description
La carapace du mâle holotype mesure 2,8 mm de long sur 2,2 mm et l'abdomen 2,8 mm de long sur 1,7 mm.

## Systématique et taxinomie
Cette espèce a été décrite par Haddad et Wesołowska en 2024.

## Étymologie
Cette espèce est nommée en l'honneur de Stefan Hendrik Foord.

## Publication originale
- Haddad & Wesołowska, 2024 : « On some new and poorly-known Chrysillini from arid western South Africa (Araneae, Salticidae). » African Invertebrates, vol. 65, no 2, p. 127-159 (texte intégral).